# 아우토스트라다 A5
아우토스트라다 A5(이탈리아어: Autostrada A5)는 토리노에서 몽블랑 터널까지 이어주는 143.4 km의 구간을 가진 아우토스트라다 노선망이자 이탈리아의 고속도로이다. 그러나 이 도로는 발레다오스타주를 거쳐 프랑스까지 넘어오는 것으로 보인다. 그래서 종점은 몽블랑 터널인 것으로 드러나고 있다.

## 같이 보기
- 아우토스트라다